# Georges Vanderghem
Georges Vanderghem Crabb (Ternath, Bélgica, 26 de abril de 1875-Lima, 17 de noviembre de 1932), conocido como Jorge Vanderghem, fue un ingeniero agrónomo belga. Participó en la fundación de la Escuela Nacional de Agricultura y Veterinaria y la Universidad Nacional Agraria La Molina.
Nació el 26 de abril de 1875 en el pueblo de Ternath, Bélgica. Estudió en el Instituto Agrícola de Gembloux (Bélgica); y junto a sus colegas ingenieros agrónomos Jean Michel, Víctor Marie y Henri van Hoorde, fueron contratados por el gobierno del Perú para enseñar formación agrícola. Llegó al Perú con sus compañeros ingenieros en el mes de julio de 1901. El 22 de julio de 1902, junto al presidente Eduardo López de Romaña, funda la Escuela Nacional de Agricultura y Veterinaria (ENAV) en Santa Beatriz (Lima). Fue el primer director de la institución y la dirigió de 1902 a 1911 y de 1924 hasta 1932; también fue profesor de Tecnología y Botánica. En sus primeros años en Perú, junto a Víctor Marie, se dirigieron al norte del país para visitar los valles costeños y sus cultivos, como los de la caña de azúcar. La Escuela Nacional de Agricultura en 1960 subió a rango universitario y debido a ello cambió de nombre a Universidad Nacional Agraria La Molina (UNALM). Estuvo casado con Emma Muller Cler y falleció a los 57 años el 17 de noviembre de 1932 en Lima. Sus restos reposan en el Cementerio británico antiguo de Bellavista.